# NGC 346
NGC 346 è un ammasso aperto circondato da una nebulosa nella Piccola Nube di Magellano, nella costellazione del Tucano. Contiene la stella multipla HD 5980, la stella più brillante della piccola galassia satellite della Via Lattea.